# Armando Guedes da Costa
Armando Augusto Guedes da Costa, mais conhecido como Armando Guedes da Costa ou na carreira académica e jurídica, Dr. Guedes da Costa (Baião, 28 de fevereiro de 1939 – Braga, 18 de fevereiro de 2024), foi um jurista douriense português formado na escola de Coimbra, advogado e docente universitário bracarense, tendo atuado no domínio das relações laborais e a jusante à esfera social em correlação com a atividade causídica, pelo fruto de carreira multidisciplinar além de enquanto jurisconsulto, vindo a cruzar áreas tão distintas como as tecnologias de informação e comunicação, ao lecionar, servir como consultor e produzir obra de monta além-fronteiras.

## Biografia
Nasceu em 28 de Fevereiro de 1939, na freguesia de Frende, no concelho de Baião. Frequentou a Universidade de Coimbra, onde concluiu o curso de Direito.
Exerceu como magistrado no Ministério Público e foi dirigente do antigo I.N.T.P. - Instituto Nacional do Trabalho e Previdência. Mais tarde, foi professor na Universidade Católica em Braga, nas temáticas das tecnologias da informação e comunicação e ciências sociais.
Ainda enquanto jurista e jurisconsulto, tornou-se advogado em 1972, com a cédula profissional 1258P, tendo comemorado os 50 anos de advocacia em 2022, distinguido com a respetiva medalha pela Ordem dos Advogados Portugueses.
Publicou pela Livraria Almedina, em 1973, Duração do Trabalho - Novo Regime Jurídico. Anotado: Decreto-Lei n.º 409/71, de 27-9-71; F.N.A.F.; Legislação complementar; Despachos ministeriais; Jurisprudência; Doutrina; Pareceres; Anotações; Remissões; Formulário.
Destacou-se, igualmente, pela sua carreira no cinema. Pai do produtor de cinema Emanuel AG (Emanuel Agarez-Guedes), colaborou com o filho, tornando-se também ele, como o filho, produtor de cinema, com obras produzidas no Japão.
Foi produtor executivo da longa-metragem Make-Believers (Faz de Conta, título em português), de Kenjo McCurtain, com estreia prevista em Abril de 2024, premiada, entre outros, em 2022, na 26ª edição do Festival Internacional de Cinema de Avanca, em Portugal, entre outros destaques, no Vale do Ave, como é o caso de Santo Tirso, e a ligação única entre cinema e música, por se tratar do género musical, selecionado como cartaz principal com a presença no Festival Internacional de Guitarra de Santo Tirso.
Faleceu em 18 de Fevereiro de 2024, aos 84 anos de idade. O funeral teve lugar no dia 21 de Fevereiro, no cemitério de São Diniz, em Vila Real.